# Solidamentum
Solidamentum is een Nederlandse reformatorische studentenvereniging met regiokringen in Ede, Gouda en Zwolle. Solidamentum richt zich op studenten uit het WO en HBO.

## Doel
Solidamentum heeft als doel om studenten een omgeving te bieden waar zij zich kunnen vormen op basis van christelijke kaders en de gereformeerde traditie. Zij gaat ervan uit dat christenen geen oogkleppen behoren op te hebben en dienen te weten wat er in de maatschappij omgaat. Bovendien zijn christenen tot verantwoording geroepen (1 Petrus 3:15).
en behoren zij antwoorden te kunnen geven op scherpe vragen, zoals die bijvoorbeeld worden opgeworpen door de moderne wetenschap. Solidamentum wil daarom de leden helpen zich in hun uitgangspunten te verdiepen, hun blikveld te verbreden en daar met mede-studenten over te praten.

## Geschiedenis
De studentenvereniging is ontstaan uit de Kontaktvereniging van Leerkrachten en Studenten op Gereformeerde Grondslag (KLS). In 1992 werd de sectie studerenden zelfstandig en ging verder onder de naam Solidamentum. Solidamentum is een samenvoeging van twee woorden uit het Latijn, en wel "solidare" (vastmaken) en "mentum" (middel). Door de samenvoeging krijg je de betekenis: "Middel om vast te maken". Hiervan afgeleid is "Vriendschap en Bezinning"; het tweeledige doel van Solidamentum. Solidamentum heeft de Bijbel en de Drie Formulieren van Enigheid als grondslag.

## Activiteiten
De meeste activiteiten zoals lezingen, informele avonden, workshops, nieuwjaarsbijeenkomsten worden georganiseerd op kringniveau. Ook op landelijk niveau worden activiteiten georganiseerd zoals congressen, muziekavonden en dergelijke. Beide op landelijk- en kringniveau worden ledenvergaderingen georganiseerd. Verder hebben de regiokringen één of meerdere studiekringen. Deze studiekringen bestuderen bijvoorbeeld Bijbelboeken, belijdenisgeschriften, geschriften van oude schrijvers of ethische onderwerpen. De vereniging geeft vier keer per jaar het blad Fundamenteel uit.

## ExCordis
Op 3 november 2007 werd, tijdens het 3e lustrum van Solidamentum, het initiatief gelanceerd om een vereniging voor oud-leden te starten. Deze alumnivereniging, ExCordis, is kort daarna van start gegaan. Deze vereniging is later nieuw leven ingeblazen onder de naam Solumni.